# Rémy Cointreau
Ŕemy Cointreau (укр. Ремі́ Куантро́) - виробник алкогольних напоїв. Компанія створена в 1991 році в результаті злиття компаній Remy Martin (створеної в 1724 році) і Cointreau (заснованої в 1849 році).

## Бренди
- Remy Martin
- Piper-Heidsick
- Cointreau
- Metaxa
- Mount Gay Rum
- Bruichladdich / Octomore / Port Charlotte (придбано 2012 року)

## Важливі події в історії Rémy Cointreau
- 1663 - дата першої перегонки рому Mount Gay на Барбадосі
- 1724 - створення дому Rémy Martin
- 1785 - створення дому Piper-Heidsieck Champagne в Реймсі
- 1849 - створення Cointreau&Cie братами Куантро
- 1851 - створення шампанського, яке носить ім'я Шарля-Камій Хайдсіка (Charles-Camille Heidsieck)
- 1888 - створення бренду Metaxa
- 1904 - створення бренду Izarra
- 1986 - створення бренду Passoa

## Історія групи компаній Rémy Cointreau
Витоки французької групи компаній Rémy Cointreau датуються 1724 роком. Компанія Rémy Cointreau є результатом злиття в 1991 році в холдинг компаній, які належали сім'ям Дюбрей і Куантро (Remy Martin & Cie SA і Cointreau & Cie SA відповідно). Це також результат послідовних альянсів між компаніями, що працюють в тому ж сегменті бізнесу: вин і спиртних напоїв.

Основні акціонери - це компанії Orpar (44%), Récopart (14%), Arnold & S. Bleichroeder (12%), інші акції - у вільному обігу. Родина Дюбрей контролює близько 85% акцій Orpar, якій, у свою чергу, належить 49,18% Récopart. Родині Куантро належить 50,82% акцій Récopart. Ринкова капіталізація на 4 липня 2006 року становила близько 1,8 млрд євро.
Голова ради директорів - Домінік Дюбрей, генеральний директор - Жан-Марі Лаборд.

## Історія Rémy Cointreau у датах
- 1991 - відбулося злиття компаній Remy Martin & Cie SA і Cointreau & Cie SA, і для групи прийнято фірмове найменування Rémy Cointreau
- 1998 - Домінік Дюбрей призначений головою Rémy Cointreau
- 1999 - створення спільного підприємства Maxxium з трьома партнерами (Remy Cointreau, Edrington група і Beam Global Brands (Fortune Brands))
- 2000 - придбання Bols Royal Distilleries в тому числі, брендів Bols і Metaxa
- 2001 - Vin & Sprit приєднується до Maxxium і стає четвертим партнером
- 2005 - первинне розміщення Dynasty Fine Wines Group на Гонконгській фондовій біржі
- 2006 - рішення Rémy Cointreau в повній мірі відновити контроль над розподілом до березня 2009 року
- 2008 - перехідний період і будівництво нової розподільної мережі
- 2009 - Rémy Cointreau виходить зі складу спільного підприємства Maxxium[3].

## Продажі
Через власну дистриб'юторську мережу компанія реалізує 59% продукції. Компанія також працює в 110 країнах світу за рахунок стратегічних партнерів. Компанія виробляє понад 30 видів різних лікерів, що робить її авторитетною в даному секторі ринку алкогольної продукції. Деякі лікери, наприклад, Bols Blue, мають дуже давню історію. У той же час лікери Bols Vanilla, Bols Butterscotch та Bols Lychee розроблені та включені в асортимент лише з 2001 року.